# Lijst van spelers van SVV
Dit is een lijst van voetballers die minimaal één officiële wedstrijd hebben gespeeld in het eerste elftal van de Nederlandse voormalig profclub SVV.

## A
- Michael van Alphen
- Jan van Altena
- Lotfi Amhaouch
- Carlo l'Ami
- Maarten Atmodikoro

## B
- Peter Barendse
- Hans Bassant
- Maarten van Beek
- Wil van Beveren
- Willy Boessen
- Winston Bogarde
- Virgil Breetveld
- Marcel van Buuren
- Ger Bakkes

## C
- Vladimir Ćirić
- Jan Coenen
- Jerry Cooke
- John Corver

## D
- John Delamere
- René van Delft
- Richard Dercks
- Dick van Dijk
- Ruud van Dijk
- Arie Don
- Patrick Dumee
- Slobodan Dutina

## F
- Jan Fels
- Wendel Fräser

## G
- Peter van Geene
- Peter Gerards
- Rinus Gosens
- Dean Gorré
- Jan Groeneweg
- Ko Goudriaan

## H
- Wim de Haan
- Laurens van den Hamer
- Hans Hazebroek
- Joop Hiele
- Dick Hoogmoed
- Cor Huigen

## J
- Peter Jeup

## K
- Ruud Kaiser
- Lloyd Kammeron
- Harry van Kapel
- Ab Kentie
- Piet Keur
- Rob Kiebert
- Frans Klinge
- Henk Könemann
- Jan Könemann
- Robert Korengevel
- Dick van de Korput
- Aad Koudijzer
- Bart Kreft

## L
- Robin van der Laan
- Joop Langhorst
- Ton van Leeuwen
- Roël Liefden
- Jan Lohman
- Hans Loovens
- Jos Luhukay

## M
Marcel van Hattem
- John Marrevee
- Wim Maurits
- Peter van der Meer
- Fred Meerhof
- Ferry Meerhof
- Wout van Meeteren
- Harry Meijboom
- Jan Merrelaar
- Keje Molenaar
- Eddy van der Most
- Jan Mulder
- Wim Mulder
- John Munnik

## N
- Adri Nanlohy
- Driekus Nels
- Marcel van der Net
- Bas van Noortwijk

## O
- Ard Oosterlee
- Paul Oschner

## P
- Ton Pansier
- Cor Peitsman
- Ton van der Pijl
- Ab Plugboer
- Jan Poulus
- Aad Putters

## R
- Jan Rab
- Rob van Rees
- Errol Refos
- Eddy Ridderhof
- Ton Rietbroek
- Jan Rijkuiter
- Eddy van der Roer
- Piet Romeijn
- Frank Roosa

## S
- Henk Salari
- Kees van Schie
- Jan van Schijndel
- Jerry Simons
- Jimmy Simons
- Romano Sion
- Rob Speelmeijer
- Rinus Steenbergen
- Huub Stokmans
- Leen Swanenburg

## T
- Eric Tanis
- Zier Tebbenhoff
- Bryan Tjon A Fon
- Pier Tol
- Orlando Trustfull
- Jan den Tuinder

## V
- Jan van der Velden
- Peter van Velzen
- Arie Verboon
- Chris Verkaik
- Erik Versteeg
- Eric Visser
- Aad van der Vlist
- Michel Vonk
- Ton Vorstenbos

## W
- Leen Warnaar
- Warry van Wattum
- Gijs van der Weijden
- Edwin Wildenberg
- Mark Wotte
- Romeo Wouden

## Z
- Jos Zoetmulder
- Cock de Zwart